# Jarßum
Jarßum ist ein kleiner Ortsteil mit historischem Dorfkern im Osten Emdens in der Nähe des Emsdeiches. Die Stadt Emden zählt Jarßum statistisch zum Stadtteil Widdelswehr. Der Stadtteil hatte am 31. März 2009 insgesamt 1159 Einwohner, davon jedoch nur der geringere Teil in Jarßum.

## Lage und Gebiet

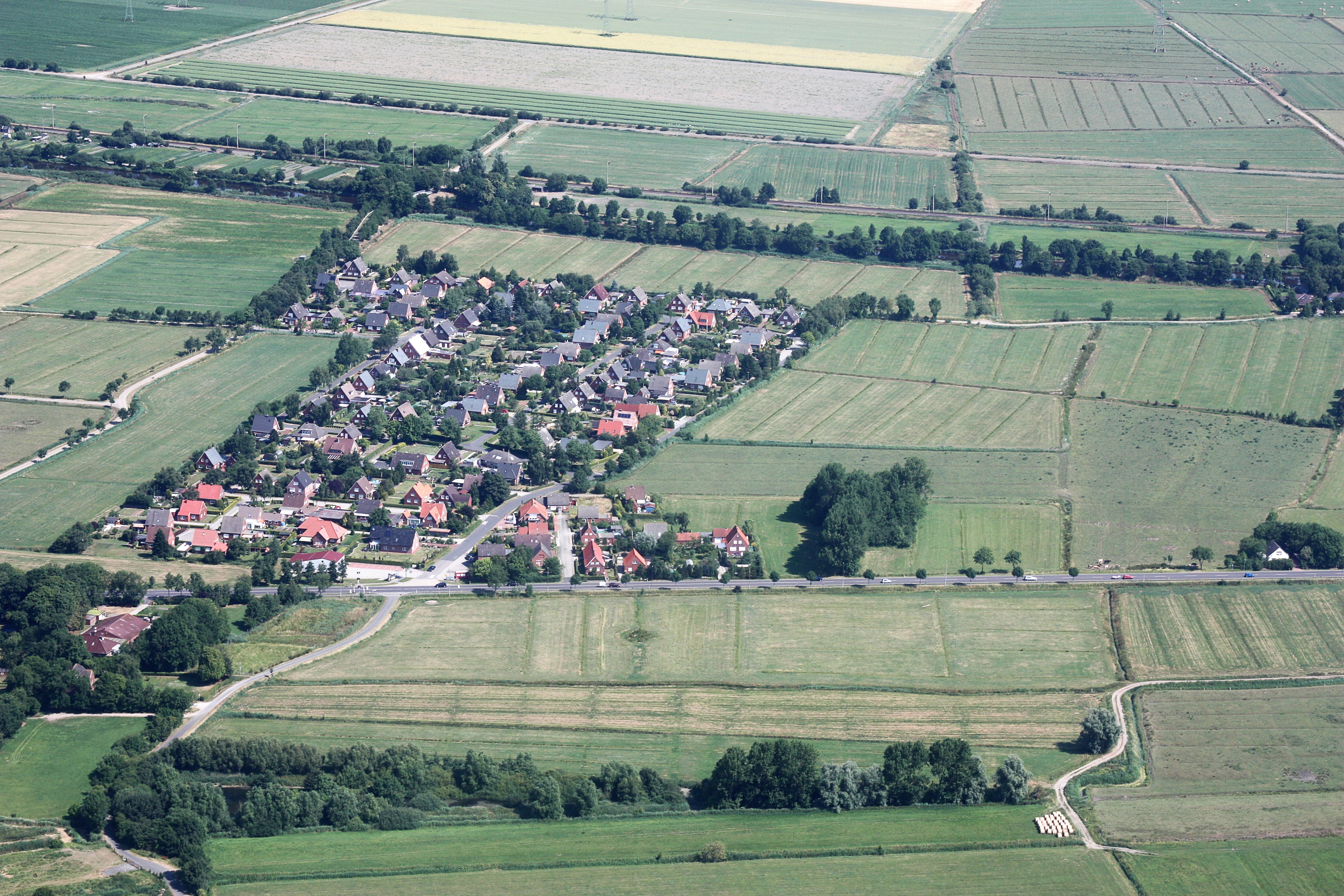
Jarßum

Jarßum ist ein Warftendorf, das etwa 6,5 Kilometer vom Stadtzentrum Emdens entfernt liegt. Der Ort grenzt im Süden an die Ems und im Osten an Widdelswehr. Insgesamt ist die Gemarkung 196,7 Hektar groß.

## Entwicklung des Ortsnamens
Erstmals wird der Ort im 10. Jahrhundert in der Urbare des Klosters Werden Gerzhem genannt. Spätere Bezeichnungen waren Jarsum oder Jarrsum und heute sind die Schreibweisen Jarßum und Jarssum geläufig. Der Name geht vermutlich auf den Rufnamen Gerad oder Gardi in Kombination mit -um (= Heim) zurück.

## Geschichte
Frühester Beleg für die Anwesenheit von Menschen sind Webegewichte, Spinnwirtel und Tonware der römischen Kaiserzeit und des Mittelalters. Zur Zeit der Ostfriesischen Häuptlinge herrschte das Geschlecht der ??? über einen Großteil des Ortes und übte dort auch die Gerichtsbarkeit aus. Sie war es auch, die auf der Warft eine Burg errichten ließ. Im Jahre 1455 vertrieb Häuptling Wiard von Uphusen Aylt Sinets, den letzten Herrscher aus dem Haus Synadisna. Danach wechselte die Herrschaft mehrfach. Nachdem Wiard Jarßum im Jahre 1472 seiner Tochter Occa von Oldersum zu ihrer Hochzeit mit Snegler Howerda, dem Häuptling von Dam und Termünte, schenkte, ging der Besitz noch im selben Jahr nach dessen Tod noch in den Besitz der Familie Beninga über. Ab 1562 herrschte die Familie Frese über den Ort. Claas (Nicolaus) Freese, Häuptling von Hinte, verkaufte Jarßum schließlich im Jahre 1631 für 8316 Gulden an die Stadt Emden.
In den Jahren 1629 bis 1631 erwarb die Stadt umliegende Herrlichkeiten am rechten Ufer der unteren Ems. Aus dem Besitz der Familie Frese in Uttum und Hinte kamen die Herrlichkeiten Groß- und Klein-Borssum, später auch Jarßum und Widdelswehr hinzu, wofür Emden zusammen etwas mehr als 21.000 ostfriesische Gulden zahlte. 1631 schließlich erwarb Emden die flächengrößte seiner Herrlichkeiten, Oldersum, mitsamt den umliegenden Dörfern Gandersum, Rorichum, Tergast und Simonswolde. Dafür zahlte die Stadt rund 60.000 Reichstaler. Bis auf die Herrlichkeit Petkum beherrschte Emden damit das gesamte untere rechte Emsufer.
Die Erwerbungen, aus geografisch-strategischen Erwägungen vorgenommen, sollten nach dem Willen der Emder Stadtführung künftig auch einem weiteren Zweck dienen: Durch die Herrlichkeiten erhoffte sich Emden etwa ab 1636 Sitz und Stimme in der Ritterschaftskurie der Ostfriesischen Landschaft.

„Erst nachträglich hatten Althusius und andere gewitzte Juristen aus der Titulatur Bürgermeister und Rat der Stadt Emden, Herren und Häuptlinge zu Oldersum etc., die die städtischen Regenten zu Recht führen durften, diese Möglichkeit, das Gewicht der Stadt zu verstärken, abgeleitet. Trotz heftiger Auseinandersetzungen wurde Emden die Mitgliedschaft in der landständischen Ritterkurie allerdings nicht zugestanden, alle anderen aus dem Eigentum an den Herrlichkeiten sich ergebenden Herrschaftsrechte, deren Inanspruchnahme von dem persönlichen Adel nicht abhängig war, standen der Stadt selbstverständlich zu. In Up- und Wolthusen, in Borssum und Oldersum saßen daher vom Rat eingesetzte Verwaltungs- und Rechnungsbeamte sowie Richter, die im Namen der Stadt als lokale Obrigkeit fungierten. Alle Herrlichkeiten bildeten somit eigene Verwaltungsbezirke und waren kein integraler Bestandteil des eigentlichen Stadtgebietes.“

Im Jahre 1929 wurde Jarßum unter großem Protest mit Widdelswehr zur Gemeinde Widdelswehr vereinigt und kam mit diesem aufgrund der Auflösung des Landkreises Emden im Jahre 1932 zum Landkreis Leer. Am 1. Juli 1972 wurde die Gemeinde Widdelswehr in die Stadt Emden eingemeindet.

## Religion
Eine separate Konfessionsstatistik für Jarßum gibt es nicht, eine Übersicht des Statistikamtes der Stadt Emden weist die Religionsangehörigen von Jarßum und Widdelswehr gemeinsam aus. Demnach sind die 1108 Einwohner der Stadtteile überwiegend evangelischen Glaubens. Im Gegensatz zum gesamten Stadtgebiet überwog jedoch die Zahl der evangelisch-reformierten Gläubigen (430) gegenüber den Lutheranern (338). Zusammen machen sie also 768 der 1108 Einwohner aus, was einem Anteil von 69,3 Prozent entspricht. Katholischen Glaubens sind 61 Einwohner, mithin 5,5 Prozent. Einer anderen oder gar keiner Konfession gehören die restlichen 279 Einwohner an (25,2 Prozent).
Die evangelisch-reformierte Jarßumer Kirche aus dem Jahre 1797 ist ein Nachfolgebau einer um 1300 errichteten Backsteinkirche. Ältester Ausstattungsgegenstand ist eine Glocke, die um 1300 gegossen wurde und noch aus der alten Kirche stammt.

## Sehenswürdigkeiten
Unter Denkmalschutz stehen außer der Kirche noch das daneben gelegene Kriegerdenkmal und eine Villa aus dem Jahr 1905 an der Leeraner Landstraße.